# Żangakorgan
Żangakorgan (hist. Janykurgan; ros. Żanakorgan) – wieś w Kazachstanie; w obwodzie kyzyłordyńskim; 21 700 mieszkańców (2006). Przemysł spożywczy, włókienniczy.